# 富岡藩
富岡藩（とみおかはん）は、肥後国天草郡（熊本県天草郡）を領有した藩。藩庁は富岡城（苓北町富岡）に置かれた。天草藩ともいう。

## 略史
慶長6年（1601年）より、天草郡は唐津藩領（4万2千石）となっていた。慶長10年（1605年）、唐津藩主寺沢広高により富岡城と城下町が完成した。2代堅高は寛永14年（1637年）に勃発し、寛永15年（1638年）に終結した島原の乱の責を咎められ天草郡を没収された。
同年、備中国成羽藩より外様大名の山崎家治が1万石加増の4万2千石で入封し富岡藩が成立した。家治は成羽藩での新田開発などの能力を買われ、乱で荒廃した天草の立て直しを任された。再建も一段落した寛永18年（1641年）、さらに1万石を加増され讃岐国丸亀藩に移封となった。
山崎氏移封の後は幕府領となり、代官として鈴木重成が着任した。重成は、天草郡の石高は実収に見合っておらず半減すべきと主張し、抗議の為に自刃した。重成の主張は万治2年（1659年）、ようやく幕府に認められ、天草郡の表高は2万1千石となった。
寛文4年（1664年）、譜代大名の戸田忠昌が三河国田原藩より1万石加増され新石高の2万1千石で入封し、再び立藩した。忠昌は幕府より富岡城の修築を申し渡され、銀200貫目を与えられた。しかし、以後も必要となるであろう城の修繕費が領民の負担になると思い、寛文10年（1670年）に三の丸を陣屋として残し、富岡城を破却した。寛文11年（1671年）、忠昌は天草は幕府領であるべきと主張し認められた。忠昌は奏者番兼寺社奉行となった当日に関東へ転封となった。以後、天草郡は幕府領となり明治維新を迎えた。

## 歴代藩主

### 山崎家
外様　4万2千石（1638年 - 1641年）
1. 家治

### 幕府領
4万2千石→2万1千石（1641年 - 1664年）
- 代官

1. 鈴木重成（1641年 - 1653年）
2. 鈴木重辰（1655年 - 1664年）

### 戸田家
譜代　2万1千石（1664年 - 1671年）
1. 忠昌